# Chrysoprasis bicolor
Chrysoprasis bicolor là một loài bọ cánh cứng trong họ Cerambycidae.